# Ad una corda

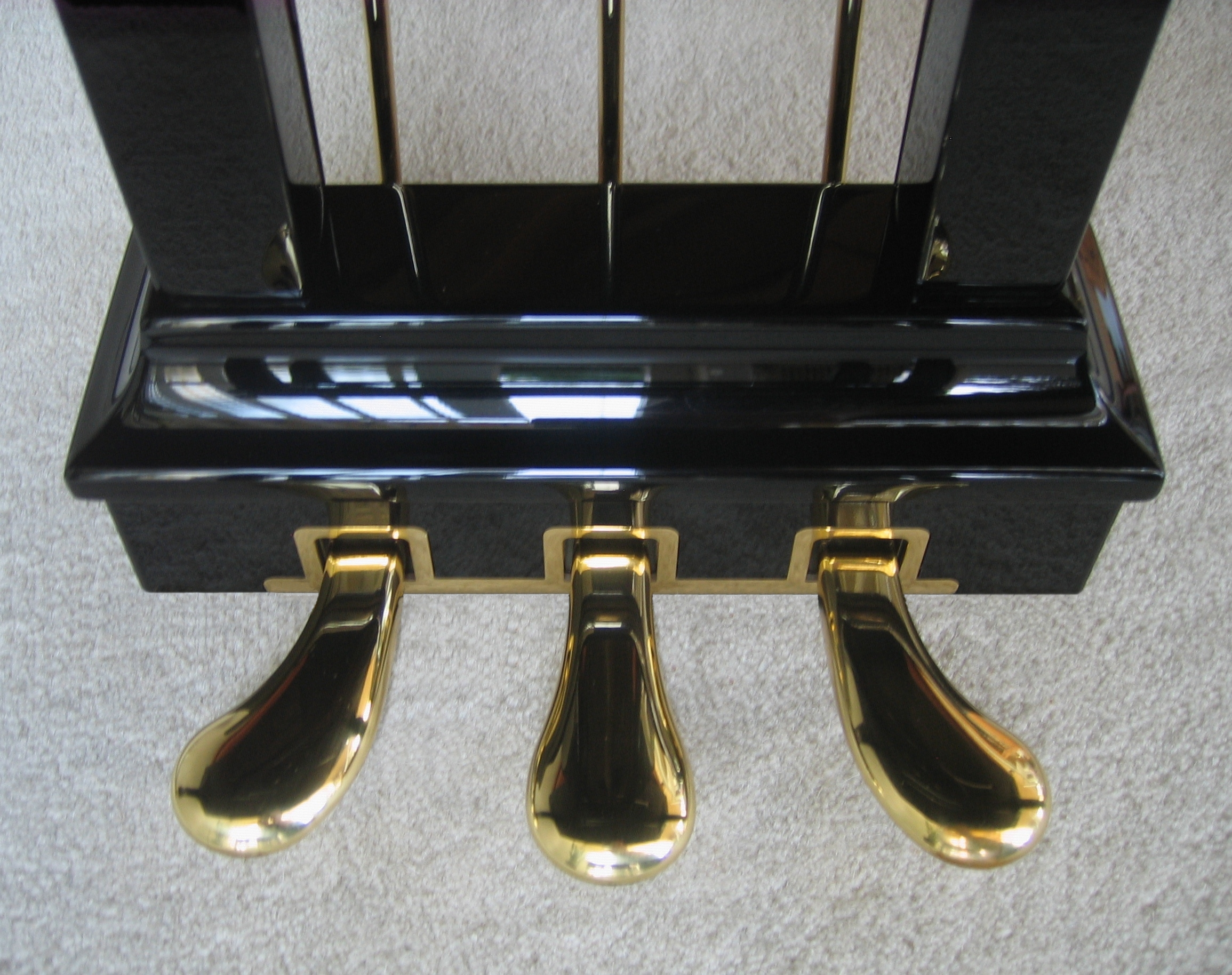
Pedales de un piano de cola Steinway & Sons

ad una corda o una corda son locuciones italianas pertenecientes a la técnica del piano. Indican que el fragmento de música comprendido ad una corda se ha de ejecutar pisando el pedal correspondiente al pie izquierdo, llamado celeste o suave, que en algunos pianos resulta realmente a una cuerda, pues en vez de las tres cuerdas que ordinariamente hiere cada macillo, solo hiere una